# 尾花高夫
尾花 高夫（おばな たかお、1957年8月7日 - ）は、和歌山県伊都郡九度山町出身の元プロ野球選手（投手、右投右打）・コーチ・監督、解説者。
引退後、2009年から2017年までの登録名は尾花 髙夫。
次女はファッションモデルの尾花貴絵。

## 経歴

### プロ入り前
九度山町立九度山中学校時代は野球部で2年生時からエースで、チームを伊都郡大会優勝、県大会3位に導く。3年生時の県大会で7回15三振を記録した時にPL学園のスカウトの目に留まり、最初は和歌山県立伊都高等学校を受験するつもりでいたが、PLからの誘いに応じて入学した。
PL学園高校ではエースとして活躍したが、3年次の1975年には夏の府大会4回戦で初芝高校に敗れ、甲子園には届かなかった。2年下のチームメイトに当時は外野手であった米村明がいる。卒業後は大学進学を希望していたが、経済的な余裕がないなどの理由から社会人に進み、1976年に新日鉄堺へ入社し、同年の都市対抗野球に出場するが、補強選手の福間納らが投げ、自身の登板はなかった。入社直後に根本陸夫臨時コーチから指導を受け、投球練習を見た根本は「そんなフォームで投げとっては、早いボールも変化球も投げられん」と指摘した。尾花は「教わったのは左肩を下げる独特の投げ方だ。キャッチボールを3時間くらいやって試合になったらブルペンでずっと投球練習。これが役になった。高校時代はアーム式だった腕の振りが肘から先を使えるようになりスピードも上がった。いいタイミングでいい指導をしていただいた。」と述べている。当時、チームの正捕手・中出謙二がプロから注目されており、視察に来ていた捕手出身のヤクルト・片岡宏雄スカウトが黙々と練習する尾花の姿勢を評価した。

### 現役時代
1978年ドラフト4位でヤクルトスワローズに入団した。当人によると、最初ヤクルトの指名は6位で検討されていたということだったが、阪神、阪急が先に5位で指名するという情報がヤクルト側に入ったことで、急遽指名順を繰り上げたという。契約金1800万円、年俸260万円。
1979年には先発陣の一角として起用され4勝9敗を記録した。
1982年から1985年まで4年連続2桁勝利を達成した。1982年8月4日の対阪神戦と8月8日の対広島戦では、2試合連続で延長戦完封勝利（両試合とも延長10回、スコアは1-0）の珍しい記録を達成した。
1983年には11勝10敗6セーブと初めて勝ち超し3年間は勝ち数が負け数を上回った。
1984年にはシーズン当初リリーフ中心で後半から先発が多くなった。8月、9月は共に5勝、14勝8敗7セーブと自己最多の勝ち星を挙げた。
1985年には11勝8敗7セーブ。この後3年連続でリーグ最多敗戦を記録することになる。
松岡弘の引退後は、チームのエースとして活躍。
1986年には8月17日の広島戦（広島）で9勝目を挙げ、5年連続2年連続にあと1勝とした。ところが打球を受けて右足の小指を亀裂骨折、あと1勝したこともありスパイクの小指のところに穴を開け、プレートに当たると痛かったが我慢して投げた。9試合一つも勝てず、黒星が7つも増えた。シーズン最終登板となった10月12日の広島戦（神宮）は初回、長嶋清幸にいきなり満塁本塁打を浴びて1回で降板、阿南準郎監督率いる広島が2年ぶりのリーグ優勝を決めた試合だった。
1987年には11勝15敗3セーブ、先発ローテーション、合間にリリーフ登板した。
1988年には開幕投手として4月8日の巨人との開幕戦に先発し、東京ドームでのプロ野球公式戦勝利投手第一号となった。敗戦投手はPL学園の後輩桑田真澄で講演会などでこの話をすると皆さん喜んでくれるという。9勝16敗と大きく負け越したが防御率は2.87と6年ぶりの2点台をマーク、尾花も「232回を投げて、この数字は悪くない。」と述べている。
1989年には通算100勝を達成した。
1991年10月12日に同年限りでの現役引退を表明した。同年のシーズン最終戦（対広島）で引退試合が行われた。先発投手としての起用が主だったが、制球力に優れていたことから、リリーフとして登板することもあった。
一方で在籍中にチームの低迷期が重なった影響もあり、選手の駒不足から年間投球回数が200回を越えたのは6度、二桁敗戦を記録したのも6度、1986年から1988年は三年連続リーグ最多敗戦を記録した。これは1956年から1959年に大洋の秋山登が記録した四年連続リーグ最多敗戦投手以来の記録で右投手では尾花以降これを越えた選手は現れていない（左投手では2014年から2016年にかけて阪神の能見篤史がタイ記録となった）。

### 現役引退後
引退後はフジテレビ「ナイター中継/プロ野球中継&プロ野球ニュース」（1992年 - 1994年）・ニッポン放送「ショウアップナイター」（1992年 - 1993年）野球解説者を務め、産経新聞本紙で野球評論家、1994年秋、ヤクルト入団当時の監督で、千葉ロッテマリーンズの初代GMに就任したばかりの広岡達朗に「ロッテのGMになって、監督はバレンタインを迎え入れる。兄やん（松沼博久）と一緒に手伝ってくれ。」と就任要請され、ロッテの一軍投手コーチに就任。広岡の自宅に呼ばれ、コーチとして覚えるべきこととしてノックとショートスロー、つまり、ノッカーとして体の左右にしっかりゴロを転がしてスナップスローする、という守備の指導ができるように要求され、早速庭でノックの練習をさせられた。一方、バレンタインとはよくぶつかり、例えばコーチ会議で練習メニューを決めて「それいいね」と話していたのに当日になったら「休ませる」と言ったり、こちらが進言したことを広岡GMに「あいつら（コーチ陣）こんなことも知らなかったから教えておきました。」と報告したこともあった。実情が分かってきた広岡は2軍にいた江尻亮をヘッドコーチで1軍に呼び、5月から尾花に「投手交代はお前が全部やれ」と言われた。毎試合後に広岡、守備コーチの江藤省三の3人でGM室で反省会を開き、尾花が思っていることを話すと広岡が返してくれて継投のタイミングなどでよく𠮟られたが凄く勉強になったと述べている。
1995年にはチーム防御率が前年の4.50から3.27に改善、69勝58敗3分けで10年ぶりのAクラス(2位)に入った。
1996年はチーム防御率3.68に低下し、前年度のダブルストッパー成本年秀・河本育之の前を投げるセットアッパーで活躍した吉田篤史が少しバテたのが痛かった。5位に転落した責任を取るかたちで広岡と共に辞任、10月10日に退団が発表された。
ロッテを退団して1週間ほどたった頃に野村克也監督の誘いで、翌1997年から古巣・ヤクルトに一軍投手コーチとして復帰した。野村監督の下、「野村再生工場の現場監督」として田畑一也を一人前に育て上げ先発陣は田畑がチームトップの15勝、吉井理人が13勝、前年オフに左肩の手術を受けた石井一久が10勝を挙げて3本柱になり、中継ぎ陣は前年にダイエーから戦力外になった広田浩章が59試合、同じく中日から戦力外になった野中徹博が44試合、生え抜きの加藤博人が60試合、山本樹が46試合に登板し最後を高津臣吾と伊藤智仁のダブルストッパーで締めるという左右でバランスが取れた最高の布陣を敷き、伊藤は開幕から好不調の波が激しく不安定な高津をカバーして7勝2敗19セーブをマークしカムバック賞を受賞した。継投は野村が判断しその考えを組んで準備させるのが尾花の仕事だった。チーム防御率は前年4.00からリーグ1位の3.26まで引き上げ、1997年のリーグ優勝に貢献した。西武ライオンズとの日本シリーズでは4勝1敗で制し、尾花にとっては現役時代の1978年以来の日本一に輝いた。1998年は4位に沈み、吉井がFA権を行使してニューヨークメッツへ移籍、田畑が3勝に終わった。チーム防御率も3.69に悪化し、前年7勝の川崎憲次郎が17勝で飛躍した以外は全体的に先発もリリーフも良くなかった。野村が優勝を逃した責任を取り辞任を表明したため尾花も「申し訳ありませんでした。監督が辞めるんだったら、僕も辞めます」と言って同時に辞任した。
ヤクルト辞任後の1週間後福岡ダイエーホークスの王貞治監督から電話があり、「僕を手伝ってくれないか？」と言われ内心ガッツポーズをしたが即答は避けた。尾花は「でも監督の野球観が分かりませんし、監督も僕の野球観が分からないと思います。一回お話してからでも遅くないじゃないですか？」と言い、後日、都内で会うことになった。返事する前に王の野球観を知っておきたかった。ワインを頂きながら4時間くらい話をした。「点を取る野球をやりたい」とする王に、尾花は「僕はピッチャーを中心とした守りを固めた方がいいと思います。」と答え、最後は「じゃあ君の言うようにやってくれ。頼む」、「分かりました」となった。1999年、ダイエーの1軍投手コーチに就任。背番号は「87」。1999年は若田部健一がフォームで球種がバレバレ、永井智浩もフォークを投げる時に口がとがる、クセを修正したら前年0勝だったが2人はいずれも10勝、抑えは5月まで定まっていなかったが右の先発要員と考えていたロドニー・ペドラザを王監督に「抑えでいけますよ」と進言し、捕手の城島健司も「いけますね」と推してくれ、抑えはペトラザに決まった。ペトラザは27セーブを挙げた。真っすぐが速く、切れがあった篠原貴行に「どんどんせめて早めに勝負するようにアドバイスすると面白いように勝ち星がつき14勝、前年0勝の星野順治は10勝を挙げた。ミーティングで相手打者を徹底的に研究し、チーム防御率を前年の4.02から3.65と引き上げ、同年ダイエーは初優勝した。九州移転後初のチーム防御率3点台だった。尾花は「藤井将雄の存在を忘れてはいけない。3勝1敗3セーブ、26ホールドの成績を残しただけじゃない。工藤と若手の間に入ってチームを一つにまとめてくれた。誰にも愛された選手。変なせきをしていたから「病院へ行ったら」と勧めていたが、まさか1年後亡くなるとは思いもしなかった。」と述べている。中日ドラゴンズとの日本シリーズは下馬評では中日圧倒的有利だったがシーズン打率.330の1番関川浩一をいかに封じるか、徹底的に対策を練った。関川は4戦まで無安打、計21打数2安打、打率.095と封じ、4勝1敗で南海時代以来35年ぶりの日本一に輝いた。2000年はオフに工藤がFA権行使し巨人へ移籍、二桁勝った投手はいなかった。継投でやりくりして吉田修司、篠原が9勝、ペトラザが35セーブで最優秀救援投手を受賞するなどリリーフ陣が頑張って2年連続優勝を果たした。渡辺正和はフロントから「渡辺は99年限りで戦力外」の連絡が来て、尾花が渡辺のピッチングを見ていなかったので、「ちょっと待っていただけませんか」とお願いし、渡辺に「シュートは全部ストライクゾーンに投げなさい。一度クビを宣告されたから身だから、怖いものはないだろう」とアドバイスし、とにかく投げさせました。2000年から４年間で、211試合に登板した。斉藤和巳は大ブレークするのは2003年だった。ルーズショルダーに苦しんで7年間で9勝しかしていなかったが右腕が20勝3敗、防御率2.83、一人で貯金17をもたらしてくれた。自由獲得枠で入団した和田毅が14勝5敗、新垣渚が8勝7敗、ようやく若い投手がそろってきた。杉内俊哉も同年は10勝8敗の成績を残した。03年は3年ぶりのリーグ優勝を飾り、日本シリーズでは阪神タイガースを4勝3敗で下し4年ぶりの日本一になった。日本シリーズ練習日に「テストさせてやりたいやつがおる」と言われたのが休部が決まったNTT西日本中国野球クラブにいた三瀬幸司だった。まあまあ切れはいい、スライダーしかない、無理だと思ったが三瀬に「シュートを投げたことないか？」と聞いたら「ないです」と答える。「こうやって真っすぐと同じようなに投げて」と言って投げさせたら、ピッ、ピッと鋭く曲がる、このシュートがあったら、スライダーと横の揺さぶりでいける、3球で合格。三瀬を抑えで使い、2004年、55試合に登板し、4勝3敗28セーブ、防御率3.06、最優秀救援投手と新人王に輝き、チームの勝率1位に貢献した。西武とのプレーオフは2勝3敗敗れ勝率1位ながら順位は2位となった。このオフ、ホークスは売却されたが買い手がしっかりしたソフトバンクだったから動揺はなかった。2005年は杉内が18勝4敗とブレーク、斉藤も16勝1敗と大きく勝ち越し、成績は89勝45敗2分け、プレーオフはロッテに2勝3敗で敗れた。在籍7年間でチームは5度のレギュラーシーズン最高勝率、3度のパ・リーグ優勝及び日本シリーズ進出、2度の日本一に貢献した。斉藤や和田、杉内といった投手を球界を代表する投手へと見事に孵化させていった。王は「投手陣を整備するということで、尾花君にもコーチに来てもらってね。それまで悪かった防御率も、尾花君の指導で良くなりました。」、「彼の良さは数字を挙げて選手を説得してくれたこと。先頭打者をフォアボールで出した時には失点する確率が高くなるとかね。選手たちも数字を挙げて説明されると分かりやすかったんじゃないかな。尾花は投手陣の眠っている部分を引き出してくれた。彼は良い引き出した役だったと思いますよ。」と述べている。
2005年10月1日、「単身赴任が長くなって7年。大学受験を控えた高校2年生の長男と向き合いたい」との理由により、シーズン全日程終了後に退団することが発表された。王監督は尾花の再就職先が決まっていないと聞き、自宅のある神奈川県横浜市から通えるようにと、巨人に直々に打診した。尾花によれば巨人に入ることが決まった時点では堀内恒夫監督に代わる監督にまだ決まっていなかった。1軍の投手コーチは監督になった人がブレーンを呼ぶだろう、尾花は2軍で若手を見ることになっていた。新監督は2度目の原辰徳監督が就任し2軍にあった尾花の名前を見つけて「1軍で使っちゃダメなんですか？」となったらしい。日比谷の帝国ホテルで会って5時間ぐらい話をした。「ご自身のプレーンがいいんじゃないですか？」とお断りしたが、2度言われたら断れない。巨人1軍投手総合コーチを拝命した。背番号はホークス時代と同じ「87」に決まった。
2006年から2009年まで務め、継投や投手運営など、投手部門の責任者であった。就任前年はチーム防御率リーグ最下位の4.80で順位も5位と低迷していた。就任1年目はテーマは被四球と被本塁打を減らす事だった。打者は初球から変化球を狙ってこない。変化球でストライクから入って有利なカウントを作り、低めに意識して一発を避けることを徹底させた。2006年はその結果与四球は410から335、被本塁打182本から135と激少、失点も737から592に減り、チーム防御率はリーグ3位の3.65。林昌範しかいなかった左の中継ぎをなんとかしたくて山口鉄也を見て、投球フォームを見たら上半身が先に出て腕が全く振れていないが、上体を残して腕が触れるようになったら138キロの真っすぐが5キロは速くなる。それで勝負できるとと思った。翌年2007年に清武英利球団代表に「山口を支配下（選手）にしてください」とお願いした。「えっ、山口ですか？」といぶかる代表に「大丈夫ですよ上げてください」と強く推した。2007年は山口が支配下登録になり、上原浩治はここ2年は8勝、9勝と長いイニングも持たなくなっていた1回なら絶対に抑えてくれるそう思って5月から抑えで起用し、4勝3敗32セーブの成績を残した、先発陣は内海哲也と高橋尚成が14勝、木佐貫洋が12勝を挙げ、80勝63敗1分けで5年ぶりの優勝を飾った。チーム防御率は3.58、セ・リーグのクライマックスシリーズは3連敗で敗退。2008年は横浜からマーククルーンを獲得し上原を先発に戻した。中継ぎの山口が大ブレイクし67試合11勝2敗2セーブ新人王、ヤクルトから獲ったアレックス・ラミレス、セス・グライシンガーの活躍もあって、最大13ゲーム差をつけられていた阪神を逆転優勝、2年連続優勝を飾った。同年のチーム防御率は3.37。2009年は開幕から独走、V3に向けて再び独走態勢に入った秋口。知人から「こういう話があったらどうするのか？」と横浜の監督について向けられた。9月13日付スポニチ東京版1面に「横浜来季尾花監督」の見出しが躍った。V3に向けてひた走っていた2009年9月に「巨人・尾花コーチ、横浜監督に浮上」という報道が出てチーム内は変な雰囲気になり、原に「僕を使いにくかったら外してください」と申し出たが、原は問題せず、そのままベンチに入った。「チーム防御率を2点台にする」と公約しその言葉通り、球団として19年ぶりとなるチーム防御率2点台の2.94、3連覇、日本シリーズは北海道日本ハムファイターズを4勝2敗で破り7年ぶりの日本一になった。なお、2009年からは登録名を「高」に異体字を使用した「尾花 髙夫」とした。
2007年から2009年のリーグ3連覇にも大きく貢献し、2009年オフには一軍投手コーチとして計4球団に在籍してレギュラーシーズン最高勝率9回、日本一4回に貢献した手腕が評価され、横浜ベイスターズに監督就任を要請される。巨人とのコーチ契約が次のシーズンまで残っていたが、横浜と巨人の球団間交渉を経て、2009年11月11日に横浜監督の就任が発表された。2年連続最下位のチームをどう変えていくか、3年契約。1年目は意識改革、2年目は戦力充実、3年目は勝負という青写真を描いた。PL学園高校出身者としては初のNPB一軍監督就任となる。コーチはヘッドコーチにホークスで一緒だった島田誠、投手コーチの岡本克道、内野守備走塁コーチに馬場敏史を招聘した。4番の村田修一に「このチームは君が変わらないと変わらない。技術的なものは何もないけど、一塁まで全力疾走してくれ」とお願いした村田は「僕が全力疾走したらチームは変わるんですか？」、尾花は「変わる」と答えたが、村田が全力疾走するのは2年目まで待たなくてはならなかった。「アナライジングベースボール（分析野球）」を掲げて発進したが2010年は48勝95敗1分け、最下位に終わった。投手にはフォームの癖を直す事を求めたが、チーム防御率は4.36から4.88と悪化した。投手を見るのに専念していればと思うが、監督としては野手の方も見たい。分からないから余計に見たかった。チーム打率は2年連続12球団最下位と低迷した。
2011年シーズンは内川聖一がFAでソフトバンクへ移籍、巨人の滝鼻卓雄オーナーが「全力疾走しない4番バッターはウチはいらない」と言ったのが耳に入ったのかどうか、村田はようやく一塁まで全力疾走で走るようになった。1年でやりたかったことが1年半でやっとできるようになった。内藤雄太のサヨナラ安打によって、チーム8年ぶりとなる開幕戦白星を飾るも、47勝86敗11分けで4年連続の最下位、チーム防御率は3.87と1.01良くなったが2年連続12球団最下位、チーム打率・得点は11位と投打ともに奮起することが出来なかった。シーズン終了後、親会社がTBSからDeNAに変更されることにともなって、他の一軍コーチ陣とともに休養し、事実上の解任が発表された。契約1年残して解任された。「夏以降チームはだんだん変わってきたという手応えがあった。あと1年やりたかった。」と述べている。高崎健太郎を先発ローテに定着させ、高崎は「11年当時の監督は尾花さんでしたがどんな状況でも僕を使い続けてくれたことで感謝しかありません。」と述べている。
横浜を退団してフリーの立場で選択理論を学んだ2012年オフに4球団からコーチの要請があった。3球団は1軍、巨人は2軍、学んだことを実践するには選手が出来上がっている1軍より選手を育てるファームの方がいいと思い、2013年シーズンより巨人に復帰し、二軍投手総合コーチに就任することが発表された。
2015年10月27日には、2016年シーズンから巨人の一軍投手コーチに就任することが発表された。
2017年7月13日に、一軍ブルペン担当に配置転換することが発表される。巨人コーチ時代は田口麗斗、平良拳太郎を育てた。同年10月8日、翌2018年シーズンから編成本部アドバイザーとなることが球団から発表された。
2018年末に学生野球資格回復の研修を受け、翌年2月に資格回復を認められた。
2019年2月19日にPL学園入団時の監督で恩師の井元俊秀先生に頼まれ秋田県秋田市にある明桜高等学校（2020年、ノースアジア大学明桜高等学校に改称）の総監督兼投手コーチと系列のノースアジア大学総合研究センター主任研究員に2月18日付で就任したことが発表された。月に10日から2週間、寮に泊まって指導、高校生の伸び率は凄いなと思った。133～135キロしか投げれなかった3人の投手に全身を使ってバランス良く投げるよう教えたら全員145キロ以上投げられるようになった。2019年春期東北大会準優勝、夏の甲子園秋田県大会で準優勝、コロナ禍で甲子園中止となった代替大会の2020年夏の甲子園秋田県大会優勝の結果を残した。教え子には風間球打がいる。明桜高で指導した2年間で選択理論心理士の資格を取得した。選択理論「全ての行動は自らの選択による」と考える心理学。この理論に出会って2年目の14年には「一般財団法人プロスピーカー（JPSA）」のベーシックプロスピーカーの資格を取っていた。
2020年11月25日、東京ヤクルトスワローズの二軍投手チーフコーチに就任することが発表された。ヤクルト復帰後の登録名は「尾花 高夫」。2021年は、後半2軍にくすぶっていた高橋奎二に「真っすぐとチェンジアップを同じタイミングで投げられないの？」と呼びかけ、打者心理をアドバイス、すると6月に1軍へ上がって4勝1敗、2022年は8勝2敗の成績を挙げて優勝に貢献してくれた。日本シリーズ第2戦で完封した高橋、第5戦で先発した原樹理、第6戦で先発した高梨裕稔ら、2軍で調整していた選手が優勝争いを繰り広げた終盤戦で奮投、「ファームに行った投手がみんなよくなって帰ってくる」とフロントを喜ばせ同年の日本一に貢献した。木澤尚文は尾花の指導によりシュートを習得し、そのシュートを武器に昨年は中継ぎで55試合に登板して9勝3敗8ホールドの成績を残して、チームのリーグ連覇に貢献した。大西広樹、金久保優斗が1軍戦力として台頭した。契約満了により2023年に退団。選手としてはリーグ優勝、日本一ともヤクルト入団1年目の78年の1回しかなかったが、コーチとしてはリーグ優勝11回、勝率1位2回、日本一5回と勝ちに貢献した。育成した印象に残っている投手は斉藤和巳、山口鉄也、三瀬幸司、篠原貴行、渡辺正和を挙げている。
2024年1月27日、井本先生から話をもらい、日本大学の監督も務めた鈴木博識監督とも会って茨城県鹿嶋市にある鹿島学園高等学校のコーチ就任を引き受け2月1日付で就任することが明らかになった。2月1日にアチーブメント株式会社の顧問に就任。2024年2月に『スポーツニッポン』の連載企画「我が道」を担当した。

## 監督としての采配
横浜監督1年目に『アナライジング・ベースボール（分析野球）』のスローガンを掲げ、詳細なデータで説得力を持たせた上で何をしなければならないかを徹底的に分析し、指導・采配を採るという采配方針を掲げた。特に「投手は四球を減らし、打者は四球を多く選ぶ」ことを選手に求めていた。
投手起用は1試合に多くの投手を継投させる傾向があり、2011年シーズンの投手登板延べ人数664人はプロ野球記録である。攻撃面ではスターティングメンバーは打順を変更することはあるが、選手はよほどのことがない限り固定して使い続けていた。送りバントを多用する采配も行っていた。
2年目には伸び悩んでいた高崎健太郎を年間通して先発ローテーションに入れ、我慢強く起用し続け、育成から支配下登録された国吉佑樹を起用してプロ入り初勝利も挙げた。一方打線では任期の2年間で村田修一を4番スタメンから外すことは1度もなかった。
野村克也の著書「俺の苦言を聞け!」の中で、横浜の監督に就任した尾花は、野村の影響でデータを駆使した細かい野球を標榜したと述べ、その野球知識と判断には狂いはなかったと誌している。一方で、言っていることは正しいが口が悪く、人を傷つけてしまう傾向があると、横浜監督としてうまくいかなかった理由をそのように述べ、「言葉」が監督の仕事のすべてと言ってもいい。そこでつまずくと選手らからの信頼を得ることが難しくなると説いている。

## エピソード

### 野球関係
- 高校・社会人と線が細く球威不足で無名だった。当初、社会人捕手の中出謙二（後に南海に入団）を視察に来た、捕手出身のヤクルトのスカウト・片岡宏雄の目に留まる。当時の監督だった広岡好みの選手と考え指名したところ、広岡に気に入られてすぐに使われ、順調に主力投手に成長していった。
- 「タイトルは一度も獲ったことがない。誇れるものがあるとすれば押し出し四死球を一回も出さなかったことだ。2203イニング連続押し出し四球なしは今も記録として残っている。」[51]と述べている。満塁で打者と対戦した回数は163回。また、毎イニング間にベンチ前でウォーミングアップすることなく登板出来るほど、肩の仕上がりが早かった。
- 『血液型性格判断』を信じている。曰く「O型とB型にはいいピッチャーが多い」。ちなみに、尾花の血液型はB型である。
- 全国制覇した西田真二・木戸克彦よりも上の世代の為か、PL出身ということはあまり知られておらず、PLの後輩でさえも人に知らされてから慌てて挨拶しに行くことがよくあるという。本人は「隠れPLだからね」と笑う。
- 現役晩年時、入団間もない古田敦也には「インコースかアウトコース、どっちかに構えとけ」とサインを出させずに自分の配球で投げていた[注 2]。
- ヤクルトコーチ時代の1998年に野村監督が退任するのにともない、自らも投手コーチを辞任した。しばらくしてダイエーから一軍投手コーチ就任要請を受けたが、尾花は阪神タイガース監督にそのまま就任した野村と行動を共にする考えでいたため、野村に「自分も（阪神に）連れて行ってほしい」と頼んでいたが「自分はどうせすぐにクビになるだろうし、そうなったら（尾花もクビになるだろうから）心もとないから、最初に声をかけてくれたところに行け」と言われたためダイエーのコーチを受諾した。しかし、後に野村から「おい、契約はどうなった?」と電話があり、「明日、契約です」と答え、野村に「今すぐ取り下げろ!」と言われた。（「Sports Graphic Number」 751号（創刊30周年特別編集「プロ野球 人間交差点 2010」野村克也 × 尾花高夫 対談より）。
- 解説者時代の関西弁で温厚な語り口や穏やかそうな表情とは対照的に、典型的な武闘派で、球団、首脳陣の顔色を窺うことなく投手陣には容赦なく叱り飛ばす。ダイエーコーチ時代には、バッテリーコーチだった若菜嘉晴と、ベンチ内で取っ組み合いの喧嘩になったこともある。
- 理論派でもありロッテ一軍投手コーチ時代に投手と一打者につき得意コース、苦手コース、癖、構え、カウント別の対応等最低20分のミーティングを実践していたことで、阪神からFA移籍してきた仲田幸司は野球の奥深さに感銘を受けたという。コーチ時代は常に相手打者の資料・データを膨大に用意していたという。
- ダイエー投手コーチ就任要請は監督である王自身からの電話だった。尾花は「まさか王さんが直接自分のところに電話してくるはずがない」と思い、王の「もしもし、王ですが」という言葉に「王さんですか?失礼ですがそのような知り合いに心当たりないのですが、どちらにお掛けですか」と答えてしまった。しかし王は「福岡ダイエーホークスの監督を務めております王貞治と申します」と丁寧に返答、これにはさすがの尾花も受話器を握りしめたまま直立不動になってしまった。
- 1999年の西武ライオンズとの開幕戦で、監督の王に対し「監督、この試合は何対何で勝つつもりですか?どの程度の得失点を想定しておられますか?」と尋ねた。王はコーチからこのような質問を受けるのは初めてで怪訝そうな顔つきをしていると、「その想定なくしては私はどのように投手を用意したらいいのですか。例えば2対1と3対2では投手継投が大きく異なります」と続けた。王が「君はどう思う?」と聞くと、「西口文也から2点取れますか?2対1または1対0で勝たないと。いずれにせよ、接戦になるでしょう」と答え、王も頷いた（結果は1対0でライオンズの勝利。西口が完封勝利した）。この試合を機に試合前に展開に応じて投手起用を事前に準備する方式がダイエー内で確立したという。この年、ホークスは日本一となった。尾花は他のコーチとの確執が絶えず王に辞意を伝えたが、彼の手腕を認めた王が「お前のいやすいようにするから」との一声で留任を決めたという[52]。また、島田誠の存在も大きく、外様故に軽視されがちだった所を島田に助けてもらった経緯もあり、彼が王の信頼を失いかけた時は自らも島田を助ける等、互いに信頼関係を築いていた（島田の項も参照）。
- 近年、監督・コーチでもユニフォームのパンツの裾を隠す穿き方が目立つが、昔ながらの裾を膝下まで上げて白ソックスにストッキングを着用した穿き方をしている。
- 大洋・高木豊の打球を膝に受けて負傷したことがある[53]。
- 現役時代の背番号は一貫して32[54]。コーチ・監督時代につけた87は自身の誕生日（8月7日）と苗字の「（お）ばな＝87」にちなんでおり、強いこだわりを持つ[55]。

### 野球以外
- 高夫という名前は、実家の前を通った高野山真言宗の巡礼団の団長にもらった名前[56]。この時団長に実際に教えてもらった名前ははしご高の「髙夫」だったが、父親はそれを忘れて「高夫」で出生届を届けたという[56]。そのため戸籍名は「高夫」だが、近年公的には「髙夫」の名前の方を使っている[56]。
- 4人兄弟の末っ子。兄（第1子）と姉二人（長姉が第2子、次姉が第3子）がいる[56]。
- 人格者としても知られ、犯罪を犯した人の社会復帰や更生を手助けする保護司でもある。
- 妻は元客室乗務員。1男2女。このうち次女が尾花貴絵。
- 巨人時代からの愛車はメルセデスベンツCLK320。
- 自宅で食事をする際は副食が30品以上並び、白米は最後に出て来ていた。その中に出来合いのお惣菜があると尾花本人はすぐに気が付き、妻を叱責するような事は一切しないが全く箸を付けなかった。
- 新日鉄堺時代は同社の環境技術部門に配属され、30メートルもある煙突に登り、煙の成分を検出する業務を担当。煙突から排出される煙を採取し、ろ紙を電子顕微鏡にのせ、付着した成分の水分やダストの量を調べていた。

## 詳細情報

### 年度別投手成績
| 年 度      | 球 団      | 登 板 | 先 発 | 完 投 | 完 封 | 無 四 球 | 勝 利 | 敗 戦 | セ 丨 ブ | ホ 丨 ル ド | 勝 率 | 打 者 | 投 球 回 | 被 安 打 | 被 本 塁 打 | 与 四 球 | 敬 遠 | 与 死 球 | 奪 三 振 | 暴 投 | ボ 丨 ク | 失 点 | 自 責 点 | 防 御 率 | W H I P |
| ---------- | ---------- | ----- | ----- | ----- | ----- | -------- | ----- | ----- | -------- | ----------- | ----- | ----- | -------- | -------- | ----------- | -------- | ----- | -------- | -------- | ----- | -------- | ----- | -------- | -------- | ------- |
| 1978       | ヤクルト   | 7     | 1     | 0     | 0     | 0        | 1     | 0     | 0        | --          | 1.000 | 58    | 13.1     | 15       | 3           | 4        | 0     | 1        | 6        | 0     | 0        | 6     | 6        | 4.15     | 1.43    |
| 1979       | ヤクルト   | 36    | 22    | 2     | 1     | 0        | 4     | 9     | 0        | --          | .308  | 615   | 137.0    | 163      | 15          | 49       | 4     | 7        | 75       | 1     | 0        | 84    | 75       | 4.93     | 1.55    |
| 1980       | ヤクルト   | 34    | 26    | 10    | 0     | 0        | 8     | 13    | 1        | --          | .381  | 857   | 209.1    | 182      | 20          | 70       | 2     | 2        | 123      | 3     | 0        | 91    | 70       | 3.01     | 1.20    |
| 1981       | ヤクルト   | 30    | 19    | 4     | 1     | 0        | 6     | 6     | 0        | --          | .500  | 532   | 125.2    | 135      | 18          | 34       | 2     | 4        | 84       | 2     | 0        | 65    | 59       | 4.21     | 1.34    |
| 1982       | ヤクルト   | 42    | 32    | 14    | 2     | 6        | 12    | 16    | 4        | --          | .429  | 996   | 246.0    | 226      | 21          | 45       | 4     | 6        | 154      | 2     | 0        | 84    | 71       | 2.60     | 1.10    |
| 1983       | ヤクルト   | 41    | 16    | 4     | 0     | 1        | 11    | 10    | 6        | --          | .524  | 712   | 165.0    | 193      | 19          | 44       | 9     | 2        | 88       | 1     | 0        | 93    | 86       | 4.69     | 1.44    |
| 1984       | ヤクルト   | 45    | 20    | 8     | 1     | 2        | 14    | 8     | 7        | --          | .636  | 723   | 175.0    | 172      | 27          | 47       | 9     | 3        | 106      | 6     | 0        | 70    | 67       | 3.45     | 1.25    |
| 1985       | ヤクルト   | 40    | 25    | 10    | 1     | 1        | 11    | 8     | 7        | --          | .579  | 893   | 205.0    | 229      | 23          | 57       | 3     | 12       | 107      | 4     | 1        | 108   | 100      | 4.39     | 1.40    |
| 1986       | ヤクルト   | 34    | 27    | 9     | 1     | 3        | 9     | 17    | 1        | --          | .346  | 878   | 201.1    | 241      | 22          | 39       | 7     | 8        | 86       | 4     | 0        | 105   | 95       | 4.25     | 1.39    |
| 1987       | ヤクルト   | 33    | 29    | 9     | 2     | 2        | 11    | 15    | 3        | --          | .423  | 869   | 206.2    | 227      | 24          | 37       | 7     | 5        | 145      | 4     | 0        | 111   | 91       | 3.96     | 1.28    |
| 1988       | ヤクルト   | 31    | 31    | 10    | 3     | 4        | 9     | 16    | 0        | --          | .360  | 949   | 232.0    | 242      | 17          | 42       | 5     | 1        | 125      | 2     | 0        | 81    | 74       | 2.87     | 1.22    |
| 1989       | ヤクルト   | 27    | 25    | 8     | 0     | 1        | 11    | 8     | 0        | --          | .579  | 738   | 167.2    | 225      | 21          | 35       | 1     | 2        | 77       | 4     | 0        | 91    | 82       | 4.40     | 1.55    |
| 1990       | ヤクルト   | 4     | 4     | 0     | 0     | 0        | 0     | 1     | 0        | --          | .000  | 100   | 21.2     | 29       | 2           | 6        | 1     | 2        | 9        | 0     | 0        | 17    | 12       | 4.98     | 1.62    |
| 1991       | ヤクルト   | 21    | 14    | 3     | 0     | 1        | 5     | 8     | 0        | --          | .385  | 416   | 97.1     | 109      | 10          | 19       | 2     | 3        | 40       | 4     | 0        | 55    | 47       | 4.35     | 1.32    |
| 通算：14年 | 通算：14年 | 425   | 291   | 91    | 12    | 21       | 112   | 135   | 29       | --          | .453  | 9336  | 2203.0   | 2388     | 242         | 528      | 56    | 58       | 1225     | 37    | 1        | 1061  | 935      | 3.82     | 1.32    |

- 各年度の太字はリーグ最高

### 年度別監督成績
| 年度      | 球団      | 順位      | 試合 | 勝利 | 敗戦 | 引分 | 勝率 | ゲーム差   | チーム 本塁打 | チーム 打率 | チーム 防御率 | 年齢       |
| --------- | --------- | --------- | ---- | ---- | ---- | ---- | ---- | ---------- | ------------- | ----------- | ------------- | ---------- |
| 2010年    | 横浜      | 6位       | 144  | 48   | 95   | 1    | .336 | 32.0       | 117           | .255        | 4.88          | 53歳       |
| 2011年    | 横浜      | 6位       | 144  | 47   | 86   | 11   | .353 | 27.5       | 76            | .239        | 3.87          | 54歳       |
| 通算：2年 | 通算：2年 | 通算：2年 | 288  | 95   | 181  | 12   | .345 | Bクラス2回 | Bクラス2回    | Bクラス2回  | Bクラス2回    | Bクラス2回 |

### 表彰
- 月間MVP：1回（1984年9月）

### 記録
その他の記録
- 2203イニング連続押し出し四球無し
- オールスターゲーム出場：3回（1982年、1985年、1988年）

### 背番号
- 32（1978年 - 1991年）
- 84（1995年 - 1996年）
- 74（1997年 - 1998年）
- 87（1999年 - 2011年、2013年 - 2017年）
- 77（2021年 - 2023年）

### 登録名
- 尾花 高夫（おばな たかお、1978年 - 1991年、1995年 - 2008年、2021年 - 2023年）
- 尾花 髙夫（おばな たかお、2009年 - 2011年、2013年 - 2017年）

## 関連情報

### 著書
- 部下がみるみる成果をつくりだす 一流を育てる方程式（2019年6月、アチーブメント出版、ISBN 978-4866430485）[57]